# Луганов, Владимир Алексеевич
 Владимир Алексеевич Луганов  (23 августа 1938 — 26 июня 2022) — советский и казахстанский учёный-металлург, доктор технических наук (1988), профессор (1989), вице-президент Академии наук высшей школы Казахстана (1995).

## Биография
Владимир Луганов родился в 1938 году в совхозе Чалобай Чарского района Семипалатинской области (ныне — село Шалабай Жарминского района Абайской области) в семье работников сельского хозяйства. Отец работал зоотехником, мать бухгалтером.
В школьные годы участвовал в математических олимпиадах и неоднократно становился обладателем наград на республиканских соревнованиях.
В 1955 году по окончании средней образовательной школы поступил на обучение в Казахский горно-металлургический институт (с 1961 года переименован в Казахский политехнический институт — КазПТИ).
В 1961 году, после окончания института с отличием, был направлен на работу в Узбекский государственный институт по проектированию предприятий цветной металлургии. В следующие три года Владимир Алексеевич принимал участие в проектировании таких металлургических заводов, как Чимкентский свинцовый завод, Чирчикский завод тугоплавких металлов, Алмалыкский медеплавильный завод и ряда других. Неоднократно посещал проектируемые предприятия, а также ведущие институты и передовые металлургические предприятия страны.
В 1964 году Владимир Алексеевич вернулся в Казахский политехнический институт вначале в качестве аспиранта, а затем и на должности преподавателя кафедры металлургии тяжелых цветных металлов.
В 1967 году на специализированном совете в Казахском политехническом институте Владимир Луганов защитил кандидатскую диссертацию на тему «Переработка кобальтсодержащих пиритных концентратов».
Владимир Луганов занимался исследованиями в области теории и практики процессов комплексной переработки сложного труднообогатимого пиритсодержащего сырья. К лабораторным работам привлекались как сотрудники кафедры так и студенты. Итогом студенческих работ стали золотые медали Академии наук, грамоты Комитета по изобретениям СССР, грамоты Министерства образования КазССР, публикации в научных журналах, участие во Всесоюзных студенческих конференциях.
Признание актуальности и перспективности исследовательских работ, проводимых Владимиром Лугановым, коллегами из ряда институтов СССР вылилось в совместное участие и оказание ему посильной помощи. В числе научных и высших учебных заведений, которые совместно с КазПТИ выполняли научно-исследовательские проекты были Ленинградский горный институт, Московский институт стали и сплавов, Ленинградский и Уральский институты Механобр,  ВНИИЦВЕТМЕТ и другие научные организации СССР.
В целях реализации идей на промышленном предприятии, Владимир Алексеевич установил тесные контакты с Соколовско-Сарбайским горнообогатительным комбинатом, в цехах которого коллективом ученых ведущих научных центров СССР создавалась уникальная технология извлечения цветных металлов из местного сырья. Министерство черной металлургии СССР, учитывая важность и перспективность разрабатываемых технологий, выделило необходимые средства для проведения опытно-промышленных испытаний на базе опытного завода института ВНИИЦВЕТМЕТ и Соколовско-Сарбайского ГОКа. Благодаря этому Владимиром Лугановым была разработана и обоснована на практике теория управляемого пирротинизирующего обжига.
Приняв во внимание активную научную деятельность Владимира Луганова, Министерство высшего и среднего специального образования СССР приняло решение о его командировании в ведущие зарубежные университеты. В апреле 1973 года он выехал в Канаду. Результаты многомесячной работы Владимира Луганова в металлургических лабораториях университетов Канады расширили и развили представление о поведении сульфидов при нагревании и нашли сторонников разрабатываемых методов переработки труднообогатимого рудного сырья в Канаде и США.
В 1980 году Владимир Луганов подготовил докторскую диссертацию по проблеме переработки труднообогатимого сырья. Однако требования ВАК СССР о необходимости внедрения результатов исследований с получением существенного экономического эффекта послужили толчком для разработки и внедрения ряда новых технологий переработки мышьяксодержащего сырья. Ситуация как бы подталкивала к внедрению наработанных положений в промышленность. 
Оригинальное научное и технологическое решение о применении пирротинизирующего обжига пирита для удаления из обжигаемой шихты мышьяка позволило создать процесс деарсенирующего обжига мышьяксодержащих медных концентратов и в 1985 году внедрить его на Среднеуральском медеплавильном заводе со значительным экономическим эффектом.
Работы Владимира Луганова вызвали интерес за пределами СССР, и в 1982 году его пригласили для длительной научной и педагогической работы в Лавальский университет в Канаде. Работа на современном оборудовании, дискуссии с ведущими зарубежными учёными-металлургами позволили Луганову экспериментально подтвердить ряд основных закономерностей возгонки мышьяка в форме сульфидов, а также закономерности растворения пирротинов. Было установлено, что растворение пирротина сопровождается изменением его состава внутри области гомогенности (обогащением по сере), с последующим распадом высокосернистого пирротина с выделением элементной серы. Впервые установленный факт анизотропного послойного растворения нестехиометрических пирротинов заставил по-новому взглянуть и на вопросы термодинамики растворения химических соединений, а также на кинетику и механизм процесса. Знаком признания научных результатов профессора Владимира Луганова было его избрание в 1980 году членом Канадского горно-металлургического общества. В 1983 году Владимир Алексеевич был избран председателем Научно-технического общества черной металлургии Казахстана и членом президиума Совета НТО черной металлургии СССР.
С 1975 по 1980 годы Владимир Луганов возглавлял в Казахском политехническом институте кафедру «Теории металлургических процессов и печей».
После внедрения технологии деарсенирующего обжига медных концентратов на Среднеуральском медеплавильном заводе Луганов подготовил диссертационную работу, посвященную переработке сложных труднообогатимых и мышьяксодержащих рудных материалов. В марте 1987 года диссертационная работа была им защищена в Московском институте стали и сплавов. После защиты диссертации Владимир Луганов вернулся в родной Казахский политехнический институт и был назначен проректором института по научной работе. На этой должности он трудился до 1993 года.
В 1992 году Владимир Луганов был приглашен на учредительный съезд Международной Академии наук высшей школы и избран там ее действительным членом. В 1995 году Владимир Алексеевич был избран вице-президентом Академии наук высшей школы Казахстана. В течение долгих лет профессор Луганов состоял в редакционных советах журналов «Комплексное использование минерального сырья» и «Вестник Казахского национального технического университета».
В 1993 году Торонтский университет пригласил профессора Луганова для проведения совместных научных работ и чтения лекций. За 6 месяцев работы Владимир Алексеевич осуществил ряд исследований по переработке окисленных соединений цветных металлов. Результаты исследований подтвердили ранее полученные результаты по переработке окисленного сырья и стали основой нового научного направления, нашедшего выражение в публикациях и докладах на различных конференциях и семинарах в университетах Канады и США.
Труды Владимира Луганова известны в кругу металлургов многих стран мира. Его приглашали с докладами на конференции и с лекциями в университеты Италии, Австралии, Канады, Чили, Франции, Японии, Китая, России, Польши, Словакии, Узбекистана. Приглашали его и в качестве члена технических советов и руководителя секций на конференциях (Япония и Китай). В 1997 году Владимир Луганов прочитал цикл лекций по теории и практике цветной металлургии в Центральном Южном техническом университете в Китае и, в качестве признания заслуг, был избран почетным профессором университета. По просьбе специалистов из Китая профессор Луганов опубликовал ряд статей в технических журналах этой страны.
Владимир Луганов принимал усилия в развитии и закреплении контактов с ведущими учеными СССР и зарубежных стран. По его приглашению в Казахский политехнический институт приезжали с лекциями профессора А. В. Ванюков и В. П. Быстров из Москвы, профессора Г.Н. Доброхотов из Ленинграда, В.К. Борбат из Норильска, Ф. Хабаши из Канады, В. Давенпорт и Т. Лэнгдон из США и другие.
В 1995 году Владимир Луганов был избран вице-президентом Академии наук высшей школы Казахстана.
В 1997 году Правительством Республики Казахстан Владимир Луганов был удостоен государственной стипендии за выдающиеся научные достижения.
Впервые в Казахстане, в 2007 году, под его руководством была создана докторантура PhD по металлургии, совместно с Горной Школой Колорадо.
За свою жизнь Владимир Луганов опубликовал несколько сотен научных работ в Казахстане, России, Японии, Китае, США, Канаде, Австралии, Узбекистане, Италии, Словакии, Франции. Профессор Луганов подготовил 2 докторов технических наук, 10 кандидатов наук, 4 докторов философии PhD в области металлургии, десятки инженеров, бакалавров и магистрантов. Он является автором более 500 научных публикаций, 21 патента на изобретение, 5 научных монографий, 4 учебных пособий. Им опубликованы 2 книги: «Основы теории гидрометаллургических процессов» и «Основы металлургии». Его изобретения внедрялись на предприятиях СССР и приносили значительный экономический эффект.
В конце июня 2022 года Владимир Луганов умер после тяжёлой болезни. Похоронен в Алма-Ате.

## Награды
В разные годы Владимир Луганов был удостоен следующих званий и наград:
- орден «Құрмет»;
- звание «Лучший преподаватель Казахстана»;
- звание «Отличник образования РК»;
- стипендиат Правительства Республики Казахстан за выдающиеся научные достижения.

## Семья
Супруга — Алла Сергеевна, 1940 г.р.
Дети — дочь Татьяна (1964 г.р.) и сын Алексей (1969 г.р.), пошли по стопам отца, закончили МИСиС и работали в области металлургии.